# Biluscelis hardei
Biluscelis hardei är en insektsart som beskrevs av Dlabola 1980. Biluscelis hardei ingår i släktet Biluscelis och familjen dvärgstritar. Inga underarter finns listade i Catalogue of Life.